# المسبحات
المسبحات (بالإنجليزية: Al-Musabbihat) هي السور التي تبدأ بتسبيح الله والثناء عليه، وهي سبع سور في القرآن الكريم.

## المسبحات حسب ترتيبها في المصحف الشريف
- سورة الإسراء:  رقمها 17

قال تعالى: "سُبحانَ الَّذي أَسرى بِعَبدِهِ لَيلًا مِنَ المَسجِدِ الحَرامِ إِلَى المَسجِدِ الأَقصَى الَّذي بارَكنا حَولَهُ لِنُرِيَهُ مِن آياتِنا إِنَّهُ هُوَ السَّميعُ البَصيرُ"
- سورة الحديد:  رقمها 57

قال تعالى: "سَبَّحَ لِلَّـهِ مَا فِي السَّمَاوَاتِ وَالْأَرْضِ وَهُوَ الْعَزِيزُ الْحَكِيمُ".
- سورة الحشر: رقمها 59

قال تعالى: "سَبَّحَ لِلَّهِ مَا فِي السَّمَاوَاتِ وَمَا فِي الْأَرْضِ وَهُوَ الْعَزِيزُ الْحَكِيمُ".
- سورة الصف: رقمها 61

قال تعالى: "سَبَّحَ لِلَّهِ مَا فِي السَّمَاوَاتِ وَمَا فِي الأرض وَهُوَ الْعَزِيزُ الْحَكِيمُ".
- سورة الجمعة: رقمها 62

قال تعالى "يُسَبِّحُ لِلَّهِ مَا فِي السَّمَاوَاتِ وَمَا فِي الْأَرْضِ الْمَلِكِ الْقُدُّوسِ الْعَزِيزِ الْحَكِيمِ".
- سورة التغابن: رقمها 64

قال تعالى: "يُسَبِّحُ لِلَّـهِ مَا فِي السَّمَاوَاتِ وَمَا فِي الْأَرْضِ لَهُ الْمُلْكُ وَلَهُ الْحَمْدُ وَهُوَ عَلَى كُلِّ شَيْءٍ قَدِيرٌ".
- سورة الأعلى: رقمها 87

قال تعالى: "سَبِّحِ اسْمَ رَبِّكَ الْأَعْلَى".

## فضل المسبحات
وفقاً للأحاديث النبوية أنّ لقراءة سور المسبحات فضلاً عظيماً إن قرأها العبد قبل النوم، فقد ورد
أن النبي محمد كان يقرأ المُسبِّحاتِ قبل أنْ يرقدَ، ويقولَ: "إنَّ فيهنَّ آيةٌ خيرٌ من ألفِ آيةٍ".
وفي الحديث الصحيح: "كلمتان خفيفتان على اللسان، ثقيلتان في الميزان، حبيبتان إلى الرحمن: سبحان الله وبحمده، سبحان الله العظيم"